# رشيد ميموني
رشيد ميموني إسمه  الحقيقي محمد ميموني، أديب جزائري ولد في 20 نوفمبر 1945 في ألما، اليوم ببودواو بومرداس بالجزائر وتوفي في 12 فبراير 1995 في باريس إثر إصابته بالتهاب الكبد الحاد.

## حياته
تابع دراسته الابتدائية والثانوية في رويبة وتعليمه العالي في جامعة الجزائر.
درس في المدرسة العليا للتجارة وأصبح عضو المجلس الوطني للثقافة (1992م)، نشر أول نصوصه في السبعينيات، 
بعد فترة قصيرة قضاها في العالم المهني (مساعد باحث)، غادر ميموني إلى كندا لإنهاء دراسته في مدرسة الدراسات العليا التجارية في مونتريال. درس العلوم في جامعة الجزائر قبل أن يدرّس في مدرسة التجارة بالجزائر العاصمة.
منذ عام 1976، قام بالتدريس في المعهد الوطني للبحث العلمي (بومرداس)، ثم في المدرسة العليا للتجارة في الجزائر العاصمة، في التسعينيات.
كان رشيد ميموني عضوا في المجلس الثقافي الوطني، ورئيس مؤسسة كاتب ياسين، ورئيس السلفة على الإيصالات، ونائب رئيس منظمة العفو الدولية.
تعرض لمحاولة اغتيال دخل على إثرها مستشفى مصطفى باشا علم 1993م، فضل الإقامة في طنجة «المغرب» حيث اشتغل في الإذاعة. بعد تهديده بالقتل، انتقل مع عائلته إلى المغرب حيث كتب أعمدة أسبوعية عن الأخبار السياسية وانجراف العالم لمدة عامين على إذاعة ميدي 1.
توفي رشيد ميموني، عن عمر يناهز التاسعة والأربعين، متأثرا بالتهاب الكبد الوبائي، في غرفته بالمستشفى في 12 فبراير 1995، في باريس.
في عام 1996، كتب جولز روي أن "بلطجية" الجبهة الإسلامية للإنقاذ دنسوا قبر رشيد ميموني وجثمانه. قال لي رشيد بوجدرة: “في اليوم التالي لدفنه، حفروه ليلاً وقطعوه إربًا. »[المرجع. ضروري]

## أعماله
من مؤلفاته بالفرنسية: 
- 1978 - الربيع لن يكون إلا أكثر جمالا
- 1982 - النهر المحول
- 1983 - سلام للعيش
- 1984 - طومبيزا
- 1989 - شرف القبيلة
- 1990 - حزام الغولة
- 1991 - عقوبة للعيش
- 1992 - البربرية بشكل عام والأصولية على وجه الخصوص
- 1993 - اللعنة
- 1995 - يوميات طنجة